# Danuta Kisielewicz
Danuta Kisielewicz (ur. 7 czerwca 1948 w Skibach) – polska historyk i politolog, badaczka problematyki historii najnowszej Śląska i Polski, problematyki jenieckiej, historii wojskowości, myśli politycznej, profesor Instytutu Politologii na Wydziale Nauk Społecznych Uniwersytetu Opolskiego (obecnie emerytowany profesor Instytutu Nauk o Polityce i Administracji Wydziału Nauk o Polityce i Komunikacji Społecznej UO).  

## Życiorys
Ukończyła w 1971 studia na Wydziale Filologiczno-Historycznym Wyższej Szkoły Pedagogicznej w Opolu, uzyskując tytuł zawodowy magistra historii. W latach 1971–1978 pracowała w Liceum Ogólnokształcącym w Kluczborku, w latach 1979–1988 w Muzeum Jeńców Wojennych w Łambinowicach-Opolu na stanowisku adiunkta, kustosza i starszego kustosza. W 1988 rozpoczęła pracę w WSP w Opolu (od 1994 Uniwersytet Opolski). W 1988 uzyskała stopień naukowy doktora, w 1998 stopień doktora habilitowanego na podstawie rozprawy pt. Oficerowie polscy w niewoli niemieckiej w czasie II wojny światowej, Opole 1998, w 2008 tytuł naukowy profesora. W 2001 przebywała na krótkim stażu w Archiwum Instytutu Polskiego i Muzeum Sikorskiego w Londynie, sfinansowanym przez UO i fundację Polonia Aid Foundation Trust – PAFT w celu przeprowadzenia kwerendy archiwalnej.
Na WSP i UO pracowała na stanowiskach: 1988–1998 adiunkt, 1998–2000 adiunkt z habilitacją, 2000–2008 prof. nzw. UO, 2008 prof. tytularny, 2011–2018 prof. zw. UO. W latach 2005–2008 pełniła funkcję prodziekana Wydziału Historyczno-Pedagogicznego UO, 2014–2018 w Instytucie Politologii UO – kierownika Katedry Studiów Regionalnych.
Organizacje: człon. Kolegium Redakcyjnego „Łambinowickiego Rocznika Muzealnego” 1987–nadal; prezes Stowarzyszenia Przyjaciół Centralnego Muzeum Jeńców Wojennych 2008–2018; wiceprzewodnicząca Rady Muzeum CMJW 2018–nadal; Honorowy Członek Zarządu Polskiego Towarzystwa Historycznego, Oddz. w Opolu 2018; czł. Stowarzyszenia Historyków Wojskowości z siedzibą w Warszawie 2004–nadal; czł. Zarządu Stowarzyszenia Wspólnota Polska, Oddz. w Opolu 2001–2005.

## Odznaczenia i wyróżnienia
- Medal Zasłużonemu Opolszczyźnie (1987)
- Medal Komisji Edukacji Narodowej (2001)
- Medal za Zasługi dla Województwa Opolskiego (2012)
- Złoty Medal Opiekuna Miejsc Pamięci Narodowej (2013)
- Nagroda Za pracę doktorską „Oflag VII A Murnau 1939–1945” (1988)
- Nagroda MNiSW I stopnia za pracę hab. „Oficerowie polscy w niewoli niemieckiej w czasie II wojny światowej (1998)
- Medal PTH „Zasłużony dla Olimpiady Historycznej” (2015)
- Nagroda imienia Karola Miarki za wybitny dorobek wzbogacający wartości kultury regionu i kraju” (2015)

## Najważniejsze publikacje
- Oflag VII A Murnau 1939–1945, Opole 1990
- Oficerowie polscy w niewoli niemieckiej w czasie II wojny światowej, Opole 1998
- Arkadiusz (Arka) Bożek na forum Rady Narodowej Rzeczypospolitej Polskiej, Opole 2003. – Marzec 68 z czterdziestoletniej perspektywy, Opole 2009 (współaut. M. Świder)
- Śląsk w myśli politycznej i działalności Polaków i Niemców w XX wieku, cz.1, Opole 2001, cz. 2, Opole 2004 (współaut. L. Rubisz).
- Arka Bożek (1989–1954). Działacz społeczno-polityczny Śląska Opolskiego, Opole 2006
- W służbie Śląska – Polski – Europy. Studia i szkice poświęcone Profesorowi Józefowi Kokotowi w stulecie urodzin, Opole 2016 (współaut. A. Trzcielińska-Polus)
- Historyczne uwarunkowania odrębności Śląska Opolskiego, „Pogranicze. Polish Borderlands Studies” t. 3, 2015, s. 7–18
- Niewola w cieniu Alp. Oflag VII A Murnau, Opole 2015
- Ocena wydarzeń politycznych przez oficerów Wojska Polskiego w niewoli niemieckiej w czasie II wojny światowej [w:] Misja wojskowa. Strategia i bezpieczeństwo państwa. Szkice o siłach zbrojnych, red. nauk. T. Panecki, J. Smoliński, Warszawa 2019, s. 306–319